# 顧濟
顧濟（1482年—？），字舟卿，號思軒，直隸蘇州府太仓州民籍，崑山縣（今江蘇省崑山市）人，明朝政治人物。

## 生平
正德十一年（1516年）丙子科應天府乡试第九名舉人，正德十二年（1517年）聯捷丁丑科會試第二百六十三名，廷试三甲第五名进士，礼部观政，授行人司行人，擢刑科給事中。曾经上书反对明武宗宠幸江彬等。嘉靖初年，因涉及大礼议而被罢免归乡。

## 家族
曾祖顾暹，壽官。祖父顾珩。父顧鑑。母王氏。具庆下。兄顾源、顾溱（同科會試中式舉人）、顾沾。弟顾津、顾濙、顾沂、顾灌、顾淳、顾準、顾淵、顾潮、顾瀚、顾濡、顾演。
有子顧章志。